# Diócesis de Zipaquirá
La diócesis de Zipaquirá (en latín: Dioecesis Zipaquirensis) es una circunscripción eclesiástica de la Iglesia católica en Colombia. Se trata de una diócesis latina, sufragánea de la arquidiócesis de Bogotá. Desde el 30 de junio de 2004 su obispo es Héctor Cubillos Peña.

## Territorio y organización

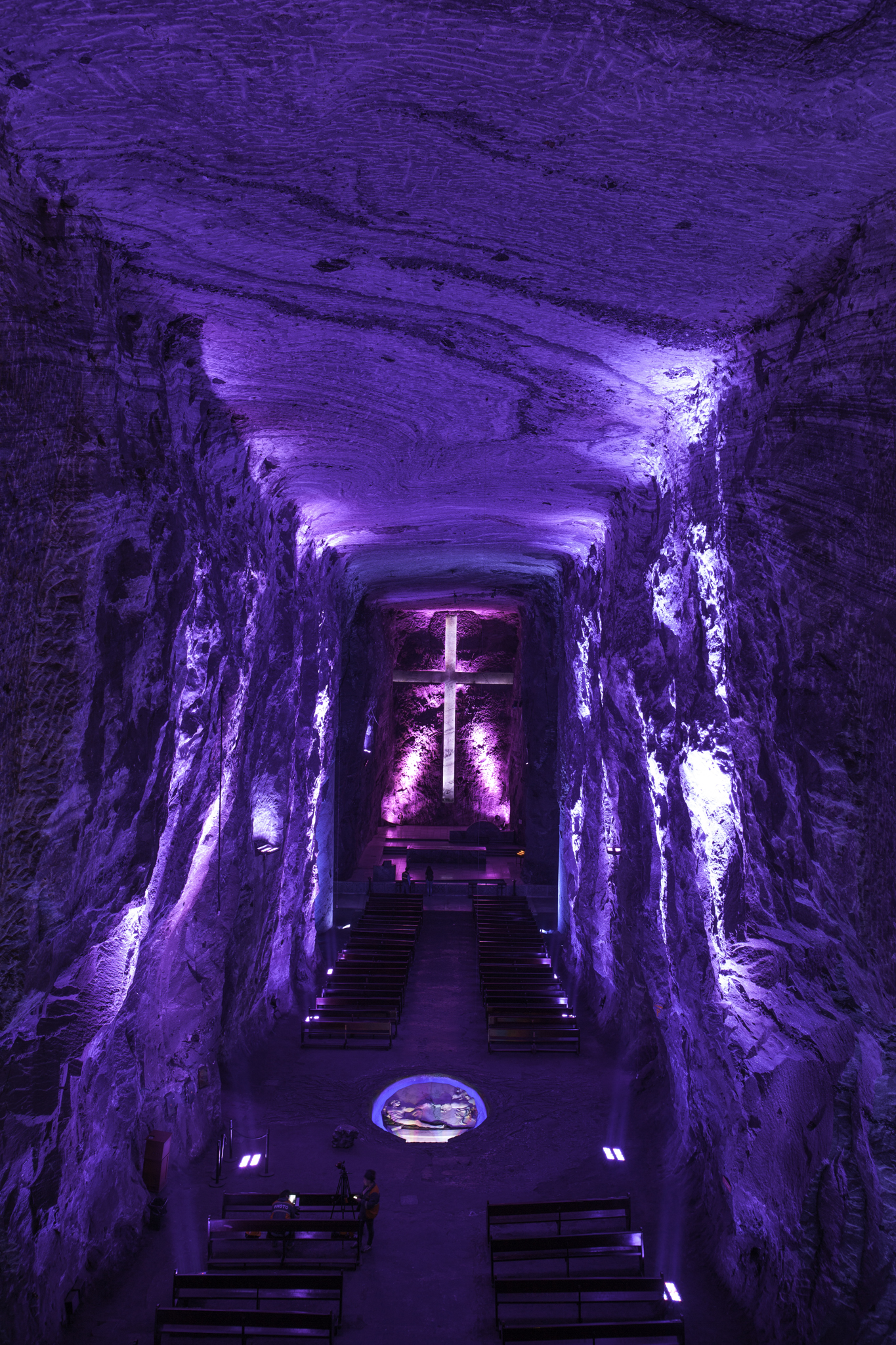
Santuario excavado en las minas de sal de Zipaquirá, conocido como la Catedral de Sal

La diócesis tiene 7163 km² y extiende su jurisdicción sobre los fieles católicos de rito latino residentes en 39 municipios del departamento de Cundinamarca: Cajicá, Carmen de Carupa, Chía, Chocontá, Cogua, Cucunubá, El Peñón, Fúquene, Gachalá, Gachancipá, Gachetá, Gama, Guachetá, Guasca, Guatavita, Junín (además de la inspecciones municipales de Sueva, Claraval y Chuscales), La Peña, Lenguazaque, Machetá, Manta, Nemocón, Pacho (además de la inspección municipal de Pasuncha), Paime (además de la inspección municipal de Tudela), San Cayetano, Sesquilé, Simijaca, Sopó, Suesca (además de la inspección municipal de Hatogrande), Susa, Sutatausa, Tausa, Tibirita, Tocancipá, Topaipí (además de la inspección municipal de San Antonio de Aguilera), Ubalá (además de la inspecciones municipales de Mámbita, Laguna Azul y Santa Rosa pertenecientes a la Zona B), Ubaté, Villagómez, Villapinzón y Zipaquirá.

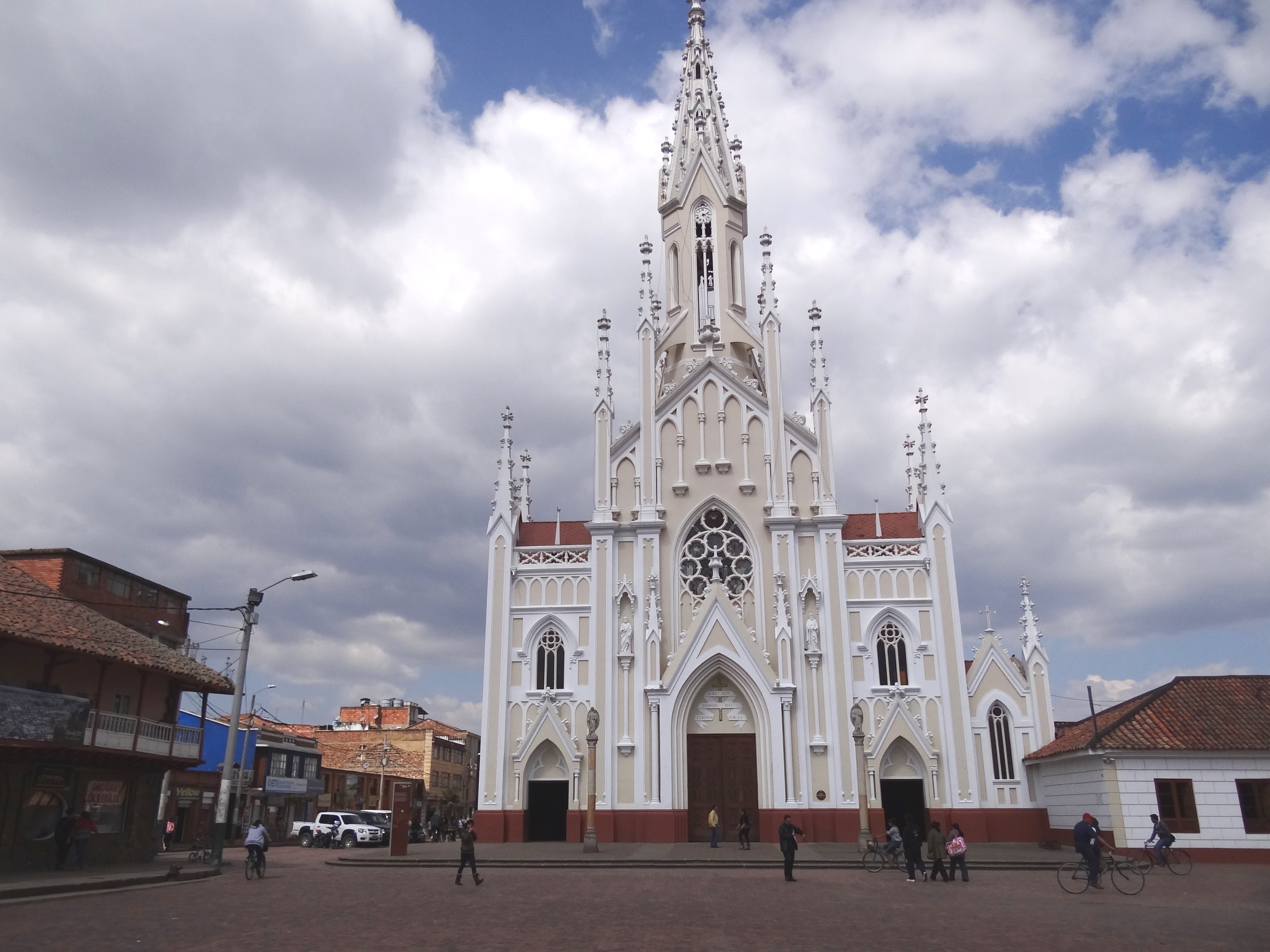
Basílica del Santo Cristo, Divino Salvador y San Diego, en Ubaté

Limita con la diócesis de Chiquinquirá y la arquidiócesis de Tunja al norte, la diócesis de Garagoa y la arquidiócesis de Villavicencio al este, la diócesis de Facatativá, la arquidiócesis de Bogotá y la diócesis de Engativá al sur y la diócesis de La Dorada-Guaduas al oeste.

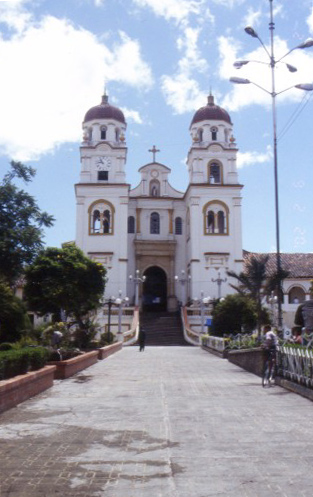
Basílica del San Jacinto, en Guasca

La sede de la diócesis se encuentra en la localidad de Zipaquirá, en donde se halla la Catedral de la Santísima Trinidad y San Antonio de Padua (construida en 111 años, desde 1805 hasta su consagración y dedicación el 19 de noviembre de 1916; es obra del arquitecto español y fraile Domingo de Petrés) y la llamada Catedral de Sal, un santuario excavado en el interior de las minas de sal. En Ubaté se encuentra la basílica del Santo Cristo, Divino Salvador y San Diego y en Guasca la basílica de San Jacinto y en Tocancipá el Santuario de Nuestra Señora de Fátima.
En 2022 en la diócesis existían 74 parroquias agrupadas en 5 zonas pastorales: Santo Cristo, Nuestra Señora del Rosario, Nuestra Señora de La Paz, La Santísima Trinidad y Divino Salvador.
Zona pastoral del Santo Cristo
- Parroquia Santo Cristo (basílica Menor), Ubaté
- Parroquia Nuestra Señora de la Anunciación, Ubaté
- Parroquia San Pedro y San Pablo, Ubaté
- Parroquia Jesús Eucaristía, Ubaté
- Parroquia Nuestra Señora de Los Dolores, Susa
- Parroquia Divino Salvador, Cucunubá
- Parroquia Inmaculada Concepción, Simijaca
- Parroquia Nuestra Señora del Carmen, Carmen de Carupa
- Parroquia San Gregorio Magno, Guachetá
- Parroquia San Isidro, Capellanía, Fúquene
- Parroquia San Juan Bautista, Sutatausa
- Parroquia San Laureano, Lenguazaque
- Parroquia Santa María Magdalena, Tausa

Zona pastoral de Nuestra Señora del Rosario
- Parroquia San Miguel Arcángel, Gachetá
- Parroquia Inmaculada Concepción, Gachalá
- Parroquia Nuestra Señora del Carmen, Gama
- Parroquia Inmaculada Concepción, Ubalá
- Parroquia Santa Rosa, inspecciones municipales de Santa Rosa y Laguna Azul de Ubalá
- Parroquia Nuestra Señora del Rosario, Junín
- Parroquia Nuestra Señora del Carmen, inspección municipal de Sueva, Junín
- Parroquia Nuestra Señora de La Asunción, inspecciones municipales de Claraval y Chuscales, Junín

Zona pastoral de Nuestra Señora de Paz
- Parroquia San Antonio de Padua, Pacho
- Parroquia Divino Niño Jesús, Pacho
- Parroquia Nuestra Señora del Carmen, Pasuncha
- Parroquia San Roque, Paime
- Parroquia Santa Bárbara, El Peñón
- Parroquia San Cayetano, San Cayetano
- Parroquia San José, La Peña
- Parroquia Santa María, Villagómez
- Parroquia Nuestra Señora de Lourdes, Topaipí
- Parroquia San Antonio de Padua, San Antonio de Aguilera

Zona pastoral de la Santísima Trinidad
- Catedral de la Santísima Trinidad, San Antonio de Padua y Nuestra Señora de la Asunción, Zipaquirá
- Parroquia Nuestra Señora de la Asunción, Zipaquirá
- Parroquia Inmaculada Concepción, Zipaquirá
- Parroquia Divino Niño Jesús, Zipaquirá
- Parroquia San José, Zipaquirá
- Parroquia Jesús Obrero, Zipaquirá
- Parroquia Nuestra Señora del Carmen, Zipaquirá
- Parroquia Nuestra Señora de Chiquinquirá, Zipaquirá
- Parroquia Nuestra Señora de los Dolores, Zipaquirá
- Parroquia Nuestra Señora de Lourdes, Zipaquirá
- Parroquia María Reina de la Paz, Zipaquirá
- Parroquia Sagrado Corazón de Jesús, Zipaquirá
- Parroquia San Antonio de Padua, Cogua
- Parroquia María Auxiliadora, Cogua
- Parroquia San Francisco de Asís, Nemocón
- Parroquia Nuestra Señora de la Salud, Chía
- Parroquia Santa Lucía, Chía
- Parroquia Cristo Rey, Chía
- Parroquia La Sagrada Familia, Chía
- Parroquia La Santa Cruz, Chía
- Parroquia Nuestra Señora de Guadalupe, Chía
- Parroquia San Ezequiel Moreno, Chía
- Parroquia Santa Mónica, Chía
- Parroquia Inmaculada Concepción, Cajicá
- Parroquia La Virgen del Rosario de Calahorra, Cajicá
- Parroquia Nuestra Señora de la Asunción, Cajicá
- Parroquia San José de Ríogrande, Cajicá
- Parroquia Santísima Trinidad, Cajicá

Zona pastoral del Divino Salvador
- Parroquia Divino Salvador, Sopó
- Parroquia Cristo Maestro, Briceño, Sopó
- Parroquia Nuestra Sra. del Tránsito, Tocancipá
- Parroquia San Juan Pablo II, Tocancipá
- Parroquia San Bartolomé, Gachancipá
- Parroquia San Jacinto, Guasca (basílica menor)
- Parroquia Inmaculada Concepción, Sesquilé
- Parroquia Nuestra Señora de los Dolores, Guatavita
- Parroquia Nuestra Señora del Rosario, Suesca
- Parroquia Ntra. Sra. del Carmen, Hatogrande, Suesca
- Parroquia San Juan Bautista, Villapinzón
- Parroquia Nuestra Señora de la Candelaria, Machetá
- Parroquia Nuestra Señora de los Dolores, Tibirita
- Parroquia Nuestra Señora de la Salud, Chocontá
- Parroquia San Isidro, Mámbita, Ubalá
- Parroquia San Joaquín, Manta

## Historia
La diócesis fue erigida el 1 de septiembre de 1951 mediante la bula Ne nimia dioecesium del papa Pío XII, obteniendo el territorio de la arquidiócesis de Bogotá.
El 12 de agosto de 1952, con la carta apostólica Ex quo, el papa Pío XII proclamó a la Santísima Virgen María de la Asunción al Cielo como patrona principal de la diócesis.
El 16 de marzo de 1962 cedió una parte de su territorio para la erección de la diócesis de Facatativá mediante la bula Summi Pastoris del papa Juan XXIII.
Tras acuerdo entre las diócesis, el 28 de octubre de 1971 recuperó cuatro parroquias (La Peña, Topaipí y San Antonio de Aguilera, parroquia rural de Topaipí) de la diócesis de Facatativá mediante el decreto Ad tutius Christifidelium de la Congregación para los Obispos.

## Estadísticas
Según el Anuario Pontificio 2023 la diócesis tenía a fines de 2022 un total de 766 290 fieles bautizados.
| Año                                                                             | Población            | Población | Población      | Sacerdotes | Sacerdotes    | Sacerdotes    | Bautizados por sacerdote | Diáconos permanentes | Religiosos | Religiosos | Parroquias |
| Año                                                                             | Bautizados católicos | Total     | % de católicos | Total      | Clero secular | Clero regular | Bautizados por sacerdote | Diáconos permanentes | Varones    | Mujeres    | Parroquias |
| ------------------------------------------------------------------------------- | -------------------- | --------- | -------------- | ---------- | ------------- | ------------- | ------------------------ | -------------------- | ---------- | ---------- | ---------- |
| 1965                                                                            | 288 800              | 289 500   | 99.8           | 114        | 59            | 55            | 2533                     |                      | 107        | 302        | 39         |
| 1970                                                                            | 341 000              | 342 500   | 99.6           | 98         | 54            | 44            | 3479                     |                      | 83         | 352        | 39         |
| 1976                                                                            | 381 672              | 382 872   | 99.7           | 87         | 58            | 29            | 4387                     |                      | 61         | 237        | 47         |
| 1980                                                                            | 440 000              | 444 000   | 99.1           | 96         | 62            | 34            | 4583                     |                      | 80         | 275        | 46         |
| 1990                                                                            | 544 000              | 550 000   | 98.9           | 118        | 94            | 24            | 4610                     |                      | 68         | 308        | 49         |
| 1999                                                                            | 521 637              | 550 704   | 94.7           | 131        | 112           | 19            | 3981                     |                      | 56         | 246        | 63         |
| 2000                                                                            | 544 488              | 550 704   | 98.9           | 136        | 114           | 22            | 4003                     |                      | 68         | 205        | 64         |
| 2001                                                                            | 544 488              | 550 704   | 98.9           | 142        | 120           | 22            | 3834                     |                      | 99         | 347        | 69         |
| 2002                                                                            | 544 284              | 548 500   | 99.2           | 136        | 114           | 22            | 4002                     |                      | 76         | 278        | 69         |
| 2003                                                                            | 544 300              | 548 000   | 99.3           | 129        | 114           | 15            | 4219                     |                      | 60         | 281        | 70         |
| 2004                                                                            | 521 300              | 575 540   | 90.6           | 135        | 120           | 15            | 3861                     |                      | 73         | 281        | 71         |
| 2010                                                                            | 572 000              | 616 000   | 92.9           | 142        | 125           | 17            | 4028                     |                      | 64         | 274        | 73         |
| 2014                                                                            | 673 699              | 699 909   | 96.3           | 168        | 145           | 23            | 4010                     |                      | 80         | 325        | 75         |
| 2017                                                                            | 687 225              | 718 249   | 95.7           | 172        | 148           | 24            | 3995                     |                      | 115        | 271        | 75         |
| 2020                                                                            | 755 850              | 846 091   | 89.3           | 174        | 139           | 35            | 4343                     |                      | 118        | 248        | 74         |
| 2022                                                                            | 766 290              | 860 320   | 89.1           | 169        | 134           | 35            | 4534                     | 7                    | 101        | 310        | 74         |
| Fuente: Catholic-Hierarchy, que a su vez toma los datos del Anuario Pontificio. |                      |           |                |            |               |               |                          |                      |            |            |            |

## Episcopologio
- Tulio Botero Salazar, C.M. † (1 de mayo de 1952-8 de diciembre de 1957 nombrado arzobispo de Medellín)
- Buenaventura Jáuregui Prieto † (8 de diciembre de 1957-8 de julio de 1974 retirado)
- Rubén Buitrago Trujillo, O.A.R. † (8 de julio de 1974-27 septiembre de 1991 falleció)[10]
- Jorge Enrique Jiménez Carvajal, C.I.M. (9 de noviembre de 1992-6 de febrero de 2004 nombrado arzobispo coadjutor de Cartagena)
- Héctor Cubillos Peña, desde el 30 de junio de 2004